# 100-я отдельная гвардейская бригада разведки
100-я отдельная гвардейская бригада разведки (сокр. 100 обрр, в/ч 23511) — тактическое соединение Сухопутных войск Российской Федерации. Находится в составе 58-й гвардейской общевойсковой армии.

## История
Бригада была сформирована летом 2009 года в качестве экспериментального соединения нового типа.
В её состав вошли части 56-й десантно-штурмовой бригады и 10-й отдельной бригады специального назначения, а также иные формирования специального назначения.
В 2012 году к бригаде была присоединена вертолётная эскадрилья, ранее размещавшаяся в Будённовске.
Уже в 2020 году командование ЮВО предложило министру обороны РФ Сергею Шойгу расформировать 100-ю бригаду. По мнению командования округа, причина неудачи состояла в копировании отдельных бронекавалерийских полков армии США, от которых последняя вскоре отказалась. Однако бригада так и не была расформирована.
В 2014 году несколько раз передислоцировалась из Моздока на территорию Ростовской области и обратно.

## Структура
На сегодняшний день в состав бригады входят 5 батальонов, таких, как разведывательный, радиоэлектронной разведки, БПЛА и других.
На вооружении бригады стоят бронетранспортеры БТР-82, бронемашины на базе КамАЗ, бронеавтомобили «Тигр» и «Рысь», а также БПЛА типа «Орлан», «Bird Eye 400».

## Награды и почётные наименования
- Почётное наименование "гвардейская" (18 декабря 2023 года) — "за массовый героизм и отвагу, стойкость и мужество, проявленные личным составом бригады в боевых действиях по защите Отечества и государственных интересов в условиях вооружённых конфликтов"[9]